# سيانوجين
السِّيانوجين هو مركب كيميائي صيغته الكيميائية 2(CN)، عديم اللون غازه سام ورائحته نفاذة.

## التحضير
يمكن أن يحضر السيانوجين من مركبات السينايد، ومن الأساليب المتبعة في التحضير داخل المختبر هو استخدام مركب سيانيد الزئبق الثنائي وتحليله حراريا وفق المعادلة التالية:
2 Hg(CN)2 → (CN)2 + Hg2(CN)2

## التاريخ
اكتشف السيانوجين للمرة الأولى عام 1815 بواسطة لويس جوزيف غي ـ لوساك.

## الأمان
كغيره من السيانيد غير العضوي السيانوجين سام جدًا، السيانوجين ينتج ثاني أسخن لهب لمركب مكتشف حتى الآن حيث تبلغ درجة حرارة لهبه حين حرقه في الأوكسجين 4800 كالفن.